# Most Gorica
Most Gorica (albansko Ura e Goricës, imenovan tudi Ura e Beratit (most Berat)), je osmanski kamniti ločni most v osrednjem albanskem mestu Berat. Premošča reko Osum in povezuje okrožje Gorica (od tod tudi njegovo ime) s staro mestno četrtjo Mangalem. Most je ena izmed znamenitosti Berata.
Ker je bil avgusta 2011 zaprt za avtomobilski promet, je most Gorica zdaj most za pešce. Pred tem je bil edina povezava za vozila do Gorice in zaledja onkraj. Že nekaj let imajo pešci neposreden stik s središčem mesta prek majhnega lesenega visečega mostu nekoliko gorvodno.

## Zgodovina
Na tej točki je most prvič omenjen v 17. stoletju. Osmanski popotnik Evliya Çelebi v svojem Seyahatnâmeju opisuje most z devetimi loki in osmimi kamnitimi stebri. Cestišče naj bi bilo sestavljeno iz hrastovih desk.
Leta 1780 so obstoječi most končno razširili v kamniti most. Obdobje gradnje je padlo pod oblast lokalnega paše Ahmeta Kurta, ki je verjetno izdal uredbo o gradnji. Leta 1888 je most Gorica med poplavo propadel, vendar je bil obnovljen. Med prvo svetovno vojno je znova utrpel resno škodo , dokler ni bil popolnoma prenovljen med letoma 1920 in 1930.

## Legenda
Legenda pravi, da je bilo za gradnjo mostu treba žrtvovati dekle, da bi pomirilo rečne duhove, ki so se uprli gradnji mostu. Deklica je bila ujeta z nosilcem v stenski niši, dokler ni umrla od lakote a ni mogla pomiriti rečnih duhov. Do prenove v 1920-ih je bila na prvem stebru celo taka niša, ki pa je bila takrat zapolnjena. Med delom so v drugem stebru našli leseno skulpturo, ki je predstavljala glavo ženske.

## Konstrukcija
Kamniti most ima skupno dolžino 129,3 metra in širino 5,3 metra. Sedem lokov ima razpon od 9 do 16,7 metra. Najvišja višina mostu nad gladino reke je 10 metrov. Most ima šest stebrov, vsak z velikim obokanim oknom v zidu; V petih stebrih sta nad tem oknom tudi dva manjša obokana okna. Skupno je torej 16 zidanih oken.
Najjužnejša oboka sta bila med obnovitvenimi deli v 19. stoletju obnovljena iz opeke. Sicer je most izdelan iz klesanega kamna.

## Škoda
Avgusta 2011 je bil več kot 200 let star most dokončno zaprt za osebna vozila. To je postalo potrebno, potem ko je most v preteklih letih utrpel veliko škodo. Po navedbah oddelka za kulturo mestnega sveta Berata je treba celotno konstrukcijo prenoviti. Največ škode je povzročila težka cev za pitno vodo, ki je bila v 1960-ih pritrjena na most za oskrbo z vodo v okrožju Gorica. Toda dejstvo, da je bil most stoletja edina povezava med južnimi vasmi in prestolnico okrožja Berat ter njeno glavno cesto in da je bil ves promet prisiljen voziti čez most, je močno obremenilo konstrukcijo. Most je bilo na koncu mogoče zapreti šele po odprtju novega mostu. Ta stoji približno 350 metrov dolvodno in ima na obeh straneh štiri pasove in pločnike.
Maja 2013 je mestna uprava most ponovno odprla za promet.